# Harisen

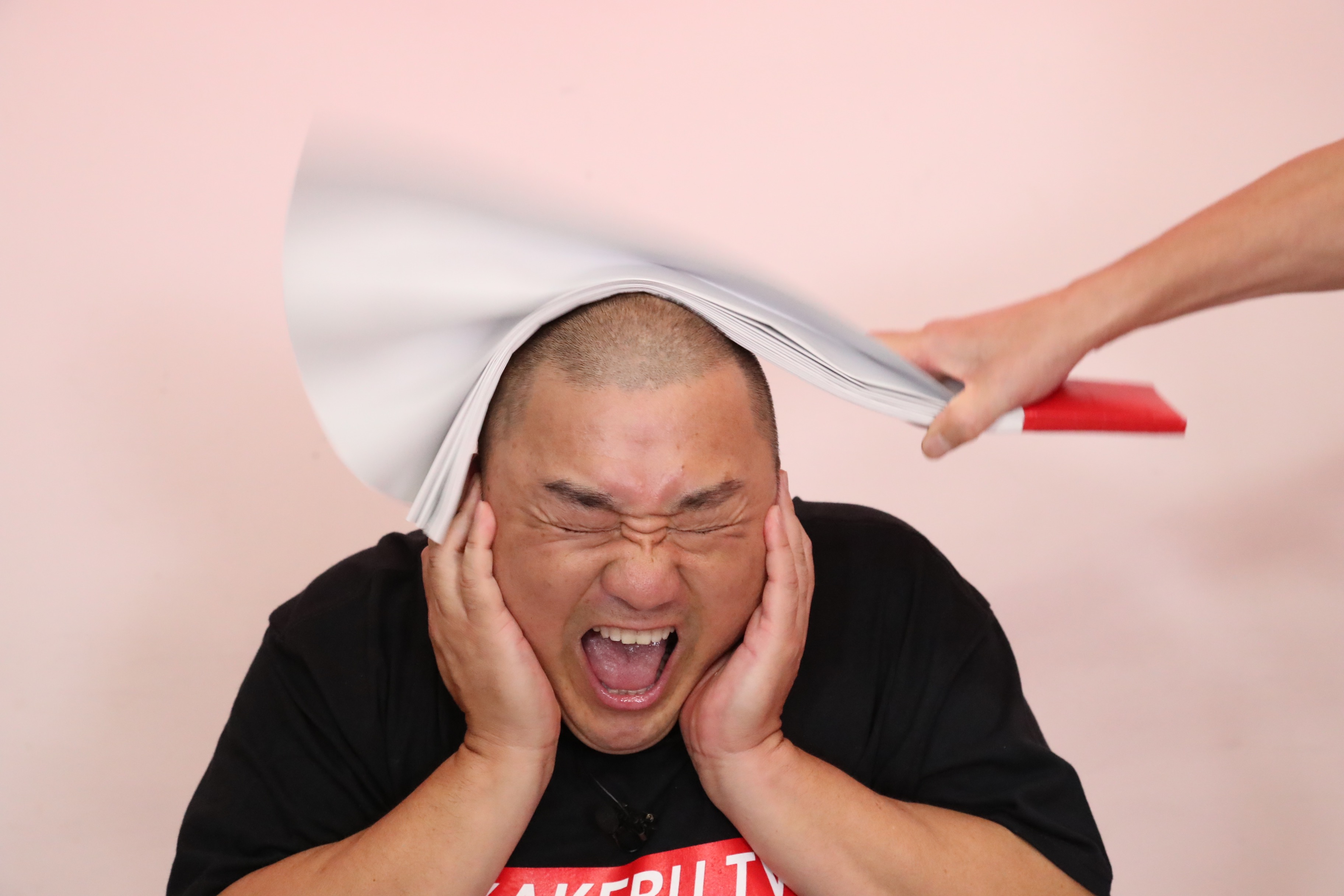
Harisen en action.

Un harisen (ハリセン, éventail gifleur) est un éventail géant en papier. C'est un accessoire traditionnel des comédies manzai avec lequel le tsukkomi, le personnage sérieux, intelligent et rationnel d'un duo comique frappe le boke, le personnage fruste, outrancier et désordonné en réponse à ses plaisanteries ou à sa bêtise.